# Gustav-Wasa-Bibel

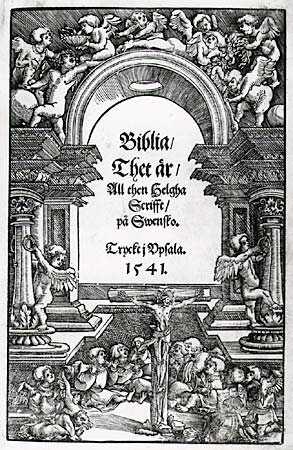
Titelblatt der Gustav-Wasa-Bibel

Die Gustav-Wasa-Bibel (auch Vasa-Bibel) wurde von 1540 bis 1541 gedruckt und 1541 als erste schwedische Bibelübersetzung in Uppsala veröffentlicht. Der originale schwedische Titel lautet: Biblia / Thet är / All then Helgha Scrifft / på Swensko.

## Entstehung
Übersetzt wurde die Bibel von den schwedischen Reformatoren Olaus Petri, Laurentius Andreae und Laurentius Petri, der auch erster lutherischer Erzbischof Schwedens war. Der Übersetzung wurde die deutsche Fassung von Martin Luther aus dem Jahre 1526 zugrunde gelegt. Gedruckt wurde die Gustav-Wasa-Bibel von Jürgen Richolff dem Jüngeren, der 1539 extra von Norddeutschland nach Schweden gerufen wurde, um diesen Druck der ersten vollständigen Bibelübersetzung zu übernehmen. Diese Bibel gilt als typographisches Meisterwerk und ist zugleich das umfangreichste im ganzen 16. Jahrhundert in Schweden gedruckte Buch. Die verwendeten Schriftarten folgen der deutschen Bibelvorlage.

## Hintergründe
Auf dem Reichstag von Västerås im Jahr 1527 wurde Gustav I. Wasa – anstelle des Papstes – zum Oberhaupt der schwedischen Kirche bestimmt. Die Übersetzung des Neuen Testaments, der später die gesamten Bibel folgte, trug wesentlich dazu bei, unter Gustav I. Wasa eine einheitliche Landessprache und Verwaltung zu schaffen. Insbesondere wurde mit der schwedischen Bibel auch eine landeseinheitliche Schreibweise von Wörtern erreicht.

## Weitere Übersetzungen
- Eine zweite Gustav II Adolfs Bibel erschien 1618 als revidierte Version der ursprünglichen Gustav-Wasa-Bibel.
- Die Karl-XII.-Bibel erschien 1703 als weitere Neufassung der Gustav-Wasa-Bibel; sie war bis 1917 die offizielle schwedische Kirchenbibel.